# Alfhild Agrell
Alfhild Teresia Agrell (14 janvier 1849 - 8 novembre 1923) est une écrivaine, journaliste et dramaturge suédoise. Ses écrits font état de l'injustice entre les sexes et des problèmes rencontrés par les femmes lorsqu'elles se comportent comme des hommes.

## Biographie

### Enfance
Alfhild Agrell est née à Härnösand dans une famille aisée appartenant à la haute société de la ville, et ce malgré la position sociale de son père Erik Johan Martin alors chef pâtissier.

### Vie de famille
Six mois après la mort de son père en 1868, elle se marie à Pehr Albert Agrell, un commerçant de 10 ans son ainé. Ils emménagent à Sundsvall où elle devient une membre active dans le monde du théâtre amateur. En 1876, ils déménagent à Stockholm lorsque son mari est nommé commissionnaire de l'association des marchands de la ville.
Elle divorce de son mari en 1895 et mène ensuite une vie nomade entre Stockholm, Gnesta, Copenhague et Aneby.

### Carrière
Elle fait ses débuts dans le monde littéraire en 1879 en publiant dans le journal Dagens Nyheter sa nouvelle Skymningsprat. Elle fait paraître par la suite de nombreux romans durant les deux décennies suivantes.
Au cours des années 1880, elle participe aux cercles intellectuels et littéraires de Stockholm et socialise avec de jeunes auteurs radicaux maintenant identifiés comme faisant partie du mouvement Det unga Sverige (sv), tel Anne Charlotte Leffler, Calla Curman et Ellen Key. Elle intègre alors des groupes prestigieux tels le Svältringen (sv), le Nya Idun (en) ou le Publicistklubben (en).
En 1883, elle écrit Bilder från Italien qui remportera très peu de succès et sera critiqué durement par Carl David af Wirsén (en).
Elle fait ses débuts au théâtre sous le pseudonyme Thyra avec sa comédie Hvarför? qui est interprétée pour la première fois au Dramaten le 25 février 1881. Sa seconde pièce En hufvudsak fait sa première au Nya Teatern de Stockholm le 1er janvier 1882.
Puis le triomphe arrive grâce à son drame Räddad, jouée au Dramaten dès décembre 1882. Cette œuvre revendique l'égalité sociale et morale entre les hommes et les femmes. Elle est jouée 25 fois au Dramaten et est représentée dans les villes de Göteborg, Copenhague, Berlin et Londres. Face à ce succès, elle abandonne son nom de plume Thyra et révèle sa vraie identité.
Sa pièce suivante Småstadsliv, interprétée en 1883, reçoit de bonnes critiques. Puis, en 1883, elle écrit la suite de Räddad : Dömd. Ce drame ayant pour sujet délicat la morale sexuelle et les enfants illégitimes est une grande réussite.
Malgré les succès, Alfhild Agrell fait face à de nombreuses dissensions. Certaines opinions féminines émergent et affirment qu'il est immoral de transformer une femme déchue en héroïne tandis que certains hommes s'insurgent contre la présence de femme au sein du milieu littéraire et dramatique. En 1886, l'article critique « Om efterklangs— och indignationslitteraturen i Sverige » [« À propos de la littérature retentissante et indigne en Suède »] écrit par Mathilda Malling (en) dans la revue Framåt (sv) a un impact significatif sur le monde littéraire en Suède. Dorénavant, plus aucune pièce écrite par Alfhilf ne sera jouée et elle est perçue comme « indignationsförfattare », une auteur à outrage.
Elle change alors de genre et crée des comédies en utilisant le nom de plume Lovisa Petterqvist. Les deux livres publiés sous ce nom d'emprunt reçoivent de nombreux éloges et deviennent ses œuvres les plus rentables. I Stockholm est édité six fois tandis que Hemma i Jockmock est publié en quatre éditions. Dans ces deux livres, elle exprime un point de vue rural critique de la ville et de sa culture, un thème déjà exploré dans ses livres Från land och stad en 1884 et På landsbygden en 1887.
Ses nouvelles écrites sous le nom de plume Stig Stigson dans le livre Nordanfrån publié en 1898 représentent l'intérêt qu'Alfhild a pour la vie quotidienne des populations du nord de la Scandinavie. Il reçut des critiques positives et fut réimprimé plusieurs fois. Une dizaine d'années plus tard, elle s'intéresse à la culture samie et publie en 1919 une collection de nouvelles intitulée En Lappbok.
En 1904, elle publie son livre Guds drömmare. Un roman mystique sentimental complètement différent de tout ce qu'elle avait écrit auparavant,.

### Mort
La fin de sa vie rencontre de nombreux problèmes financiers et de santé. Elle meurt dans une maison de repos à Flen le 8 novembre 1923.
Elle est inhumée dans le caveau familial au cimetière de Säbrå, près d'Härnösand.

## Œuvre

### Théâtre
- 1881 : (sv) Hvarför? [« Pourquoi ? »], comédie en 1 acte sous le nom de plume Thyra et jouée pour la première fois au Dramaten le 25 février 1881
- 1882 : (sv) En hufvudsak [« Une chose principale »], comédie en 1 acte sous le nom de plume Thyra et jouée pour la première fois au Nya Teatern (Stockholm) le 1er janvier 1882
- 1882 : (sv) Räddad [« Sauvé »], drame en 2 actes sous le nom de plume Thyra et joué pour la première fois au Dramaten le 18 décembre 1882
- 1883 : (sv) Småstadslif [« Vie provinciale »], comédie en 3 actes
- 1884 : (sv) Dömd [« Condamné »], drame en trois actes
- 1884 : (sv) En Lektion [« Une Leçon »], pièce en 1 acte
- 1886 : (sv) Ensam [« Seule »], drame en 3 actes
- 1889 :  (sv) Vår [« Printemps »], drame en 2 actes
- 1900 : (sv) Ingrid : en döds kärlekssaga [« Ingrid : histoire amoureuse d'une morte »], pièce en trois actes et épilogue

### Littérature
- 1879 : (sv) « Skymningsprat » [« Conservation crépusculaire »], dans Dagens Nyheter, nouvelle écrite sous le pseudonyme Thyra
- 1883 : (sv) Bilder från Italien [« Croquis d'Italie »], Stockholm, Lamm, 148 p.
- 1884 : (sv) Från Land och Stad [« Scène de la campagne et de la ville »]  (ill. Vicke Andrén), Stockholm, Seligmann, 200 p.
- 1885 : (sv) Hvad ingen ser [« Ce que personne ne voit »], Stockholm, Seligmann, 183 p.
- 1887 : (sv) På landsbygden [« À la campagne »]  (ill. Elsa Beskow), Stockholm, Geber, 221 p.
- 1890 : (sv) Under Tallar och Pinier [« Sous les pins »], Stockholm, Geber, 202 p.
- 1892 : (sv) I Stockholm [« À Stockholm »], Stockholm, Geber, 282 p. sous le nom de plume Lovisa Petterkvist
- 1896 : (sv) Hemma i Jockmock [« Chez nous à Jockmock »], Stockholm, Skoglund, 304 p. sous le nom de plume Lovisa Petterkvist
- 1898 : (sv) Nordanfrån [« Dans le Nord »], Stockholm, Skoglund, 200 p., collection de nouvelles sous le nom de plume Stig Stigson
- 1899 : (sv) Norrlandsgubbar oc Norrlandsgummor [« Vieux et vieilles du Norrland »], Stockholm, Schedin, 221 p.
- 1901 : (sv) Prins Pompom [« Prince Pompom »]  (ill. Elsa Beskow), Stockholm, Hökerberg, 16 p.
- 1904 : (sv) Guds drömmare [« Rêveurs de Dieu »], Stockholm, Skoglund, 308 p.
- 1910 : (sv) Norrlandshumör : Skisser [« Humeur du Norrland : Croquis »], Stockholm, Wahlström & Wildstrand, 196 p.
- 1919 : (sv) En Lappbok [« Un carnet de notes »], Stockholm, Fahlcrantz, 190 p., collection de nouvelles

### Articles
- 1902 : (sv) « Sensitivan : En Kvinnotidningshistoria » [« Sensitivan : Une Histoire du journal féminin »] dans När vi började : ungdomsminnen af svenska författare, Stockholm, Aktiebolaget Ljus, pp. 20-30

### Traductions françaises
- 2016 : Sauvé, traduction de Corinne François-Denève, L'avant-scène théâtre, Collection les quatre-vents  (ISBN 978-2-7498-1363-9).